# Бёзово
Бёзово — деревня в Усадищенском сельском поселении Волховского района Ленинградской области.

## История
Деревня Безова упоминается на карте Новоладожского уезда 1807 года.
На карте Санкт-Петербургской губернии Ф. Ф. Шуберта 1834 года обозначена деревня Безова, состоящая из 68 крестьянских дворов.

БЕЗОВО — деревня принадлежит Казённому ведомству, число жителей по ревизии: 133 м. п., 170 ж. п. (1838 год)

Как деревня Безова из 68 дворов она отмечена на карте Ф. Ф. Шуберта 1844 года.

БЕЗОВА — деревня Ведомства государственного имущества, по просёлочной дороге, число дворов — 82, число душ — 148 м. п. (1856 год)

БЕЗОВО — деревня казённая при колодце, число дворов — 60, число жителей: 157 м. п., 182 ж. п. (1862 год)

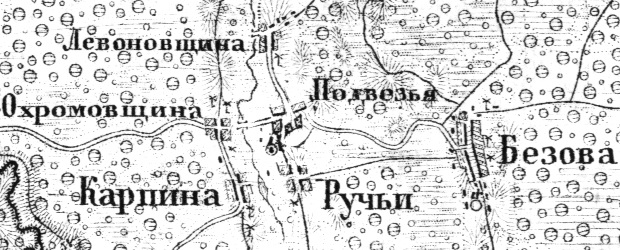
Деревня Безово на карте Ф. Ф. Шуберта 1872 года

Согласно карте Ф. Ф. Шуберта 1872 года деревня называлась Безова, в ней находились три ветряных мельницы и часовня.
Сборник Центрального статистического комитета описывал её так:

БЕЗОВА — деревня бывшая государственная при речке Елошне, дворов — 72, жителей — 331; Кожевенный завод, ветряная мельница, лавка. (1885 год)

Согласно епархиальным сведениям 1899 года деревня относилась к приходу Преображенской церкви (ранее Усадище-Спасовской, Михайловского погоста) в селе Заболотье.
В конце XIX — начале XX века деревня административно относилась к Усадище-Спассовской (Усадищской) волости 2-го стана Новоладожского уезда Санкт-Петербургской губернии.
По данным «Памятной книжки Санкт-Петербургской губернии» за 1905 год деревня Безово входила в Безовское сельское общество.
Согласно военно-топографической карте Петроградской и Новгородской губерний издания 1915 года в деревне Безова была ветряная мельница.
С 1917 по 1923 год деревня входила в состав Усадище-Спасовской волости Новоладожского уезда.
С 1923 года в составе Усадищенского сельсовета Пролетарской волости Волховского уезда.
С 1924 года в составе Карпинского сельсовета.
Согласно данным переписи населения СССР 1926 года в деревне Безово проживали 376 человек — все русские.
С 1927 года в составе Волховского района.
В 1928 году население деревни составляло 380 человек.
Согласно карте Ленинградской области Северо-западного аэрогеодезического треста ГГУ издания 1932 года деревня Безово насчитывала 43 крестьянских двора. На восточной окраине деревни находилась ветряная мельница.
По данным 1933 года деревня Бёзово входила в состав Карпинского сельсовета Волховского района.
С 1 сентября 1941 года по 30 ноября 1941 года деревня находилась в оккупации.
В 1958 году население деревни составляло 180 человек.
С 1960 года в составе Усадищенского сельсовета Волховского района.
По данным 1966, 1973 и 1990 годов деревня Бёзово входила в состав Усадищенского сельсовета сельсовета.
В 1997 году в деревне Бёзово Усадищенской волости проживали 32 человека, в 2002 году — 41 человек (все русские).
В 2007 году в деревне Бёзово Усадищенского СП — 29 человек.

## География
Деревня расположена в южной части района близ места примыкания автодороги 41К-374 (Подвязье — Кроватыни) к автодороге 41К-057 (Ульяшево — Подвязье — Мыслино).
Расстояние до административного центра поселения — 4 км.
Расстояние до ближайшей железнодорожной станции Мыслино — 6 км.
Деревня находится на западном берегу небольшого озера, к западу от деревни протекает река Елошня.

## Демография
| 1838 | 1862 | 1885 | 1997 | 2007 | 2010 | 2017 |
| ---- | ---- | ---- | ---- | ---- | ---- | ---- |
| 303  | ↗339 | ↘331 | ↘32  | ↘29  | ↗30  | ↗38  |

### Национальный состав
Согласно данным Всероссийской переписи населения 2021 года в деревне проживали 48 человек, из них:
 русские — 43 человека, остальные национальность не указали.